# Jessé de Kakhétie
Jessé de Kakhétie (géorgien : იესე) ou Isā Khān (ისა-ხანი ; mort en 1615) est un anti-roi musulman de Kakhétie sous le nom d'Isa Khan de 1614 à 1615.

## Biographie
Jessé est le fils du prince Georges, mis à mort le 12 mars 1605 avec son père le roi Alexandre II de Kakhétie par Constantin Ier de Kakhétie, son frère cadet.
Jessé, converti à l'islam sous le nom d'« Isa Khan », est nommé par son beau-père le Chah séfévide Abbas Ier roi de Kakhétie en 1614 au détriment de son cousin germain, Teimouraz Ier de Kakhétie, le fils de David Ier de Kakhétie, qui est déposé.
Bien que le roi musulman dispose d'une armée de 15 000 Perses, il est vaincu et tué dès 1615 par Teimouraz Ier, qui remonte sur le trône.

## Mariage et descendance
Jessé Isa Khan a épousé en 1583 la princesse perse Zoubayda-Khatoun, une fille de Chah Abbas Ier, dont :
- Djan-banou Bégoum, qui épouse en 1626 Simon II de Karthli.

## Sources
- Alexandre Manvélichvili, Histoire de la Géorgie, Nouvelles Éditions de la Toison d'Or, Paris, 1951, p. 288.
- Cyrille Toumanoff, Les dynasties de la Caucasie chrétienne de l'Antiquité jusqu'au XIXe siècle : Tables généalogiques et chronologiques, Rome, 1990, p. 162-163.